# Ancylorhynchus argyroaster
Ancylorhynchus argyroaster är en tvåvingeart som först beskrevs av Seguy 1932.  Ancylorhynchus argyroaster ingår i släktet Ancylorhynchus och familjen rovflugor. Inga underarter finns listade i Catalogue of Life.